# Piratería cinematográfica
La Asociación Cinematográfica (Motion Picture Association o MPA) describe la piratería de películas como la presa, copia o utilización no autorizada de materiales con derechos de autor sin permiso.

### Historia
La historia de la piratería de películas está relacionada con las tecnologías que avanzan constantemente. Los equipos de vídeo, DVD e Internet han jugado un papel muy importante en la obtención y venta de películas de forma ilegal.
La piratería de películas empezó con el proceso conocido como "ripping", en que los piratas iban al cine y utilizaban cámaras de vídeo para grabar las películas que se proyectaban. El problema de este método era principalmente que el sonido obtenido a través del micrófono de la cámara era de mala calidad, puesto que se escuchaban los ruidos del público de la sala. Aun así, una vez grabada la película durante el estreno, esta se subía a Internet.
Para encontrar una solución a este problema los piratas sincronizaron estos rippings con una segunda grabación. Estas sincronizaciones utilizan micrófonos profesionales sin el público del cine. Son capturados directamente del sistema de sonido del cine o de las transmisiones de radio FM. De este modo, consiguieron mejorar la calidad del audio.
Otro método para piratear películas consiste en copiar DVD promocionales. Las compañías de las películas acostumbran a publicar copias promocionales con el fin de que los críticos y la gente de la industria las vea con antelación. Los piratas eliminan el mensaje que dice "Solo por uso como copia promocional" y lo publican como DVD. 
La era digital ha dado pie a una gran cantidad de maneras de piratear. Actualmente las conexiones de televisión proporcionan la manera más común para piratear películas. Una suscripción de TV, una reproducción de transmisión digital y los rippings de HDTV son cada vez más populares con el avance del satélite y la TV de alta definición (HDTV). Esta calidad incluso puede ser mejor que la calidad de DVD.

### Cifras de películas pirateadas
Según un estudio de "El Observatorio de la piratería", llevado a cabo por la consultora GFK a petición de la Coalición de Creadores e Industrias de Contenidos, durante el año 2015 un total de 878 millones de películas fueron pirateadas, cifra superior a la del año anterior.
La Motion Pictures Association of America (MPAA) publicó un detallado informe sobre la piratería titulado “El coste de la piratería” donde se detallan los diferentes países con mayor índice de descargas y compras ilegales de películas. Estos son: China con un 90% de copias ilegales, seguido de Rusia, Tailandia y Hungría con más de un 75%. Entre un 55 y un 65% encontramos países como México, Polonia y Taiwán, y con menos de un 30% España, India e Italia. Pero esto es un dato porcentual que a la hora de traducirse en cifras cambia de manera sustancial.
Según la MPAA, México sería el país que produciría más perdidas a los seis grandes estudios de Hollywood: un total de 483 millones de dólares. Seguido de este país estaría Gran Bretaña, con más 400 millones y Francia, con 380 millones en pérdidas.

### Ley de Propiedad Intelectual 2015
El primer día del año 2015 entró en vigor una nueva ley de la Propiedad Intelectual aprobada el 30 de octubre por el Partido Popular. Esta ley endurece la persecución contra la piratería, sobre todo contra las páginas de descargas que difunden contenidos protegidos por el copyright. De este modo, se castiga el hecho de facilitar enlaces. Los contenidos en streaming quedan eliminados de la definición de copia privada. Esto ha comportado que páginas que están en el punto de mira de la ley hayan optado para retirar sus enlaces ilegales. Las sanciones oscilan entre la mínima de 150.000 euros y la máxima de 600.000.

### Consecuencias de la piratería
La piratería afecta a los creadores, a los trabajadores y en el Estado. Por un lado afecta a los creadores de las obras puesto que las ventas ilegales afectan a su fuente principal de ingreso. Por otro lado afecta a los trabajadores de todas las industrias culturales ya que la piratería sustituye la producción de productos originales y trabajos. Finalmente, afecta al Estado puesto que las actividades relacionadas con la piratería se llevan a cabo al margen del sistema establecido, cosa que comporta que no se cobren los impuestos que se reinvertirian en el desarrollo cultural.
- Repercusiones en la creatividad. La piratería puede conducir al éxodo de creadores talentosos, hecho que priva a los países de la riqueza que representa la creatividad local.
- Repercusiones en las industrias culturales y el desarrollo. La piratería destruye las bases de las empresas culturales locales e influye de manera negativa en sus elaciones con los asociados extranjeros. Además, afecta a la industria legal, la cual no puede competir de manera justa con los bajos precios derivados de la actividad ilícita. Por lo tanto, el desarrollo económico también se ve afectado.
- Repercusiones en el trabajo. Los productos pirateados comportan un estancamiento de la industria legítima que a su vez ofrece menos trabajos.

Aun así, siempre encontramos la otra cara de la moneda y es que existen teorías y estudios que defienden que la piratería cinematográfica no es la culpable de todos los males de las industrias culturales, a pesar de tratarse de una práctica al margen de la ley. Un estudio de la Universidad de Kansas revela datos sorpresivos sobre el impacto que una copia pirata puede llegar a tener en un estreno cinematográfico. A través del análisis de algunos de los casos de piratería más relevantes de los últimos años, el informe revela que no todo es como parecía. Del mismo modo que el estreno en salas de una película se puede ver perjudicado por la existencia de una copia ilegal compartida a Internet, también se puede ver favorecido.
El estudio asegura que "las copias que aparecen en Internet antes del estreno de una película son de peor calidad que el original", un hecho que convierte la reproducción anticipada disponible en la red en una opción peor, aunque más asequible. El efecto que llega a causar a la producción, por norma general, es negativo.
Los datos estimados que se presentan en el informe indican que el impacto de la piratería, comparado con casos en que no se producen copias ilegales, es muy débil y no llega a ser más que "un daño superficial", incluso en los peores casos. El espectador, consciente del déficit de calidad de la copia, en muchos casos prefiere el original, que "será proyectada en una sala con gran calidad de imagen y un buen equipo de sonido".
Pero todavía hay más, el informe notifica que hay casos especiales. Hay ocasiones en que una copia pirata previa puede llegar a beneficiar la película de origen. En el estudio se especifica que hay ejemplos de copias ilegales que, al llegar a Internet pocos días antes del estreno del film consiguen crear más expectativas y, por lo tanto, motivan el éxito.